# Michèle Morgan
Simone Renée Roussel, mais conhecida como Michèle Morgan (Neuilly-sur-Seine, 29 de fevereiro de 1920 – Meudon,  20 de dezembro de 2016), foi uma atriz francesa.

## Carreira

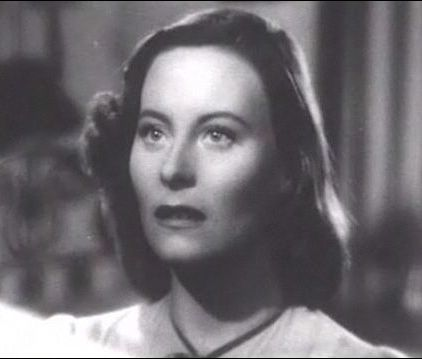
Michèle Morgan em Joana de Paris.

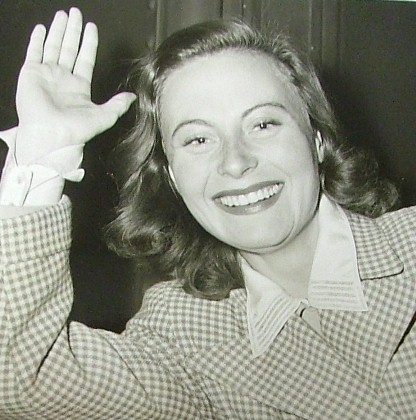
Michèle Morgan em 1942.

Michèle Morgan foi uma das mais populares e importantes atrizes do cinema francês por cinco décadas. Nascida em 1920, estudou artes sob supervisão de René Simon e começou sua carreira de atriz aos 17 anos, quando foi convidada para um papel em Gribouille, em 1937, sob direção de Marc Allégret.
Suas características fizeram compará-la a uma nova Greta Garbo. Logo, a atriz foi para Hollywood, que já naquela época estava fascinada pelo prestígio do cinema europeu e de suas atrizes. Morgan não foi a única importação da Europa para a "meca" do cinema mundial, pois  foram trazidas também Ingrid Bergman e Viveca Lindfors.
Em Hollywood, ela participou em filmes norte-americanos famosos, como Joan of Paris, em 1942, ao lado de Paul Henreid, Passage to Marseille, em 1943, interpretando a esposa de Humphrey Bogart. De volta à França, recebeu o prêmio de melhor atriz no Festival de Cannes pelo seu desempenho em La Symphonie pastorale, em 1946.

## Vida pessoal
Ela casou-se em 1942 com o ator estadunidense William Marshall, de quem se divorciou em 1948. O casal teve um filho, nascido em 1944. Em 1950, casou novamente, desta vez com Henri Vidal, que a conheceu durante as filmagens de Fabiola (1949). Aparecerem juntos em diversos filmes franceses, inclusive em Napoleão (1955). Vidal morreu em 1959, vítima de enfarte. Em 1960, Michèle casou-se de novo, desta vez com Gérard Oury, com quem viveu até a morte dele em 19 de julho de 2006.
Após as filmagens de Benjamin (1968), concentrou-se  na arte da pintura, e em escrever poemas.
Publicou sua autobiografia, De yeux-là dos ces avec (Com aqueles olhos), em 1977.
Morreu em 20 de dezembro de 2016, aos 96 anos. Em nota a família da atriz se referiu ao seu falecimento como "os mais belos olhos do cinema fecharam-se definitivamente". Foi sepultada no Cemitério do Montparnasse.

### Filmografia parcial
- Gribouille (1937)
- Joan of Paris (Joana de Paris, 1942)
- Higher and Higher (br: A Lua a Seu Alcance, 1943)
- Passage to Marseille (Passagem para Marselha, 1944)
- La Symphonie Pastorale (1946)
- The Fallen Idol (1948)
- Fabiola (1949)
- Les Orgueilleux (1953)
- 1955 : Marguerite de la nuit de Claude Autant-Lara : M. Léon
- Napoléon (Napoleão, 1955)
- Les Grandes Manœuvres (1955)
- Benjamin (Benjamim, 1968)
- Le Chat et la Souris (1975)
- La Rivale (1999) (TV)